# Харьковский Дворец спорта
Дворец спорта (в настоящий момент коммунальное предприятие «Харьковский Дворец спорта»; укр. Харківський палац спорту) — наибольшее спортивное сооружение Харькова закрытого типа (общая площадь — 19 150 м²) на 3500 мест. Расположен на проспекте Петра Григоренко, 2.
Используется для проведения различных спортивных мероприятий (по волейболу, по мини-футболу, по баскетболу, по гандболу и др.), выставок, выступлений звёзд эстрады и других массовых мероприятий.
1 сентября 2024 года частично разрушен российским ракетным обстрелом.

Харьковский Дворец спорта зимой

## История Дворца спорта

### Советский период (1977—1991)
- Харьковский Дворец спорта был сдан в эксплуатацию в 1977 году как универсальный трансформированный каток с искусственным льдом закрытого типа.
- Дворец являлся «домашним» для хоккейной команды Динамо (Харьков).
- В 1978 году во Дворце спорта впервые был проведен международный турнир по художественной гимнастике памяти В. И. Савиной, в котором принимало участие 12 команд.
- В 1981 году была проведена международная встреча по волейболу среди женских команд СССР и Японии, а в 1984 году, перед Олимпиадой в Лос-Анджелесе, среди мужских команд СССР — США.
- В 1981 году был сдан в эксплуатацию тренировочный каток, где проводилась начальная подготовка юных хоккеистов. На малом тренировочном поле работала школа начальной подготовки по фигурному катанию.
- В 1990 году в связи с тяжелым финансовым положением Дворца спорта эксплуатация демонстрационного зала в ледовом режиме была прекращена, учебно-тренировочные занятия проводились на тренировочном катке.

### Современный этап (с 1991 г.)
- В 1995 году в результате технического преобразования демонстрационного зала был уложен деревянный помост, что дало возможность использовать Дворец спорта для проведения соревнований по волейболу, мини-футболу, гандболу, боксу, художественной гимнастике и других игровых видов спорта.
- С 1996 года Дворец спорта функционирует стабильно. В этом же году были проведены Кубок обладателей кубка Европейских государств по волейболу команд «Локомотив — Олвест» г. Харьков — «Дезимпель» Бельгия. Федерация волейбола Украины отметила, что Харьковский Дворец спорта полностью соответствует проведению международных соревнований.
- За период работы с 1996 года по 2005 год были проведены такие соревнования разного уровня:
  - по волейболу:
    - Чемпионаты и Кубки Украины;
    - Кубки Европейской конфедерации с Португалией, Испанией, Македонией, Югославией, Чехией;
    - Всеукраинские летние молодёжные игры (ежегодно);
    - Международный турнир на Кубок губернатора, посвященный дню освобождения г. Харькова от немецко-фашистских захватчиков и Дню независимости Украины (ежегодно).

  - по мини-футболу:
    - Чемпионаты и Кубки Украины;
    - Традиционный международный турнир «Кубок освобождения»;
    - Детско-юношеский турнир среди школьников г. Харькова;
    - Студенческий турнир на Кубок Президента Украины;
    - Традиционный турнир «1000 команд».

  - по баскетболу:
    - Игры Чемпионата Украины;
    - Игры на кубок Украины.

  - по гандболу:
    - Чемпионат Украины.

Дворец спорта проводил Чемпионат Мира по самбо среди юниоров, международный турнир по боксу «Славянские игры», Международный турнир по художественной гимнастике на Кубок Семеновой, Чемпионат Украины по акробатическому рок-н-роллу.
Во Дворце спорта выступали известные артисты эстрады Валерий Кипелов, Алла Пугачева, Валерий Леонтьев, Филипп Киркоров, София Ротару, Алсу, Игорь Крутой и Игорь Николаев, Польский и Ленинградский балеты на льду. В мае 1978 года выступал Владимир Высоцкий, 01 февраля 1983 — Владимир Кузьмин и группа "Динамик".
1 февраля 2014 года во Дворце Спорта был проведен Всеукраинский съезд первичных организаций Партии Регионов, на котором был основан Украинский фронт, как реакция на события Евромайдана в Киеве.
22 февраля 2015 года в районе Дворца Спорта произошёл взрыв. Прокуратура Украины квалифицировала инцидент как террористический акт.
1 сентября 2024 года в ходе вторжения России в Украину Дворца Спорта был частично разрушен российскими ракетами. Прямо во дворец попали три ракеты «Искандер-М», а рядом с ним — три ракеты С-300/400.

## Основные технические показатели
- Объём сооружения — 106 339 м³;
- Общая площадь — 3,5 га;
- Высота игрового зала 12 м;
- Освещение основного зала — 1000 люкс;
- Количество посадочных мест — 3500;
- Деревянный игровой помост — 45×30 м² — (1665 м²);
- Общая площадь всех раздевалок с душем — 368,84 м²;
- Количество штатных единиц (по списку) — 148 человек, из них 113 рабочих, 35 специалистов.